# بوهنهوزن
بوهنهوزن (به آلمانی: Böhnhusen) یک شهر در آلمان است که در رندسبورگ-اکرنفورده واقع شده‌است. بوهنهوزن ۳۴۰ نفر جمعیت دارد.